# Bojkiewicze
Bojkiewicze – dawniej samodzielna wieś na Białorusi, w obwodzie grodzieńskim, w rejonie świsłockim, w sielsowiecie Nowy Dwór, obecnie jest to wschodnia część wsi Studzieniki.
W dwudziestoleciu międzywojennym miejscowość leżała w Polsce, w województwie białostockim, w powiecie wołkowyskim, w gminie Porozów. 16 października 1933 utworzyła gromadę w gminie Porozów. Po II wojnie światowej weszła w struktury ZSRR.
Z czasem zrosła się ze wsią Studzieniki, a nazwa Bojkiewicze wyszła z użytku.